# Кастельфранко-ді-Сопра
Кастельфранко-ді-Сопра (італ. Castelfranco di Sopra) — колишній муніципалітет в Італії, у регіоні Тоскана,  провінція Ареццо. З 1 січня 2014 року Кастельфранко-ді-Сопра є частиною новоствореного муніципалітету Кастельфранко-П'яндіско.
Кастельфранко-ді-Сопра розташоване на відстані близько 210 км на північ від Рима, 31 км на південний схід від Флоренції, 31 км на північний захід від Ареццо.
Населення — 3048 осіб (2012).
Щорічний фестиваль відбувається 3 липня. Покровитель — San Tommaso apostolo.

## Демографія
Населення за роками:

Станом на 31 грудня 2010 року в муніципалітеті офіційно проживало 157 іноземців з 25 країн, серед них 82 громадяни країн Євросоюзу та 3 громадяни України.

## Сусідні муніципалітети
- Кастель-Сан-Нікколо
- Фільїне-Вальдарно
- Лоро-Чьюффенна
- П'ян-ді-Ско
- Реджелло
- Сан-Джованні-Вальдарно
- Террануова-Браччоліні